# Sheila Allen
Sheila Mathews Allen (nombre de nacimiento Sheila Marie Mathews, Nueva York, 2 de febrero de 1929 – Malibú (California), 15 de noviembre de 2013) fue una actriz y productora estadounidense.

## Biografía
Allen nació en el seno de una familia de inmigrantes. Estuvo casada con el productor y director Irwin Allen hasta la muerte de este en 1991. Apareció en muchas de las series y películas producidas por su marido. entre estas apariciones incluyen City Beneath the Sea, Lost in Space, Land of the Giants, La aventura del Poseidón y El coloso en llamas. A la muerte de Irwin Allen en 1991, ella se hizo cardo de la dirección de Irwin Allen Productions. Fue la productora del remake para televisión de 2002 The Time Tunnel y productor ejecutivo de Poseidón en 2006.
Murió el 15 de noviembre de 2013 a la edad de 84 años después de una larga lucha por una fibrosis pulmonar.

## Filmografía
| Año  | Título español           | Título original         | Director                     |
| ---- | ------------------------ | ----------------------- | ---------------------------- |
| 1962 | State Fair               | State Fair              | José Ferrer                  |
| 1962 | Cinco semanas en globo   | Five Weeks in a Balloon | Irwin Allen                  |
| 1972 | La aventura del Poseidón | The Poseidon Adventure  | Ronald Neame                 |
| 1974 | El coloso en llamas      | The Towering Inferno    | John Guillermin, Irwin Allen |
| 1977 | Viva Knievel!            | Viva Knievel!           | Gordon Douglas               |
| 1980 | El día del fin del mundo | When Time Ran Out       | James Goldstone              |

## Televisión
- Voyage to the Bottom of the Sea (1964, 1 episodio) como Mrs. Melton
- Lost in Space (1965-1968, 3 episodios) como Aunt Gamma / Brynhilda / Ruth Templeton
- The Time Tunnel, (1966-1967, Serie) como Producer
- Land of the Giants (1969-1970, 2 episodios) como Miss Collier, Enfermera Helg, respectivamente
- City Beneath the Sea (1971, Telefilm) como Blonde Woman
- The Waltons (1976-1978, 5 episodios) como Fanny Tatum
- Alice in Wonderland (1985, Telefilm) como Madre de Alice
- Outrage! (1986, Telefilm) como Mrs. Delehanty